# Literaturvermittlung
Literaturvermittlung als Sammelbegriff umfasst alles, was Menschen in verschiedenen gesellschaftlichen Bereichen aktiv an Literatur heranführt und ihnen ermöglicht, sich durch Literatur zu bilden, sich darüber auszutauschen oder mit eigenen gestalterischen Prozessen zu reagieren. Wichtige Grundlagen werden bereits in der Schule durch das Vermitteln von Lesefähigkeiten, Textverständnis und ersten Einblicken in die Literatur gelegt.

## Allgemeines
Literaturvermittlung folgt der etymologischen Bedeutung von Vermittlung im Sinne von «Mitte, in der Mitte befindlicher Teil», als das «zwischen zwei Dingen Befindliche». Sie ist ein Segment der Kulturvermittlung. Diese bezieht sich auf die Rolle eines Mittlers zwischen Individuum, Kultur und Gesellschaft.
Literaturvermittlung im engeren Sinne befasst sich mit unterschiedlichen Maßnahmen, Praktiken und Theorien an der Schnittstelle zwischen der Literatur und der Angewandten Literaturwissenschaft. Der Begriff Angewandte Literaturwissenschaft bezieht sich mehrheitlich auf den akademischen Bereich und die wissenschaftliche Basis, aus der sich spätere berufliche Tätigkeiten im Sinne von Literaturvermittlung ableiten. Hierbei sind Überschneidungen mit dem Ausdruck Literaturdidaktik möglich. Der Begriff Literaturvermittlung bezieht sich in diesem Kontext neben dem Schul- und Hochschulsektor hauptsächlich auf die verschiedenen Tätigkeitsbereiche des Literaturbetriebs, wie:
- Verlagswesen,

- Bibliothekswesen,

- Buchhandel,

- Literaturförderung,

- Literaturagenturen,

- Literaturhäuser oder

- Literaturbüros.

Professionelle Literaturvermittlung ist Konzeptarbeit, die theoretisches Wissen und praktische Erfahrungen kreativ verbindet. Sie involviert das Publikum, macht es zu Akteuren oder auch Opponenten. In diesem Sinne kann eine zeitgemäße Literaturvermittlung ebenso Grenzen überschreiten wie die Literatur selbst.

## Hintergrund und Zielsetzung
Das Verständnis von Literatur ist ein wichtiger Schlüssel zum gesellschaftlichen und kulturellen Miteinander. Literarische Kompetenz fördert die grundlegende Möglichkeit, sich Wissen selbstständig anzueignen.
Damit trifft die literarische Bildung den Kern eines Bildungsverständnisses, welches kultureller Bildung seit dem 18. Jahrhundert bis heute zugrunde liegt: Kulturelle Bildung erfordert eine aktive Eigentätigkeit des sich bildenden Subjektes. Bildung ist ein Akt der Selbst-Bewusstwerdung in Auseinandersetzung zwischen dem Selbst und der das Individuum umgebenden (Um-)Welt.
Eine gute Literaturvermittlung, als kulturelle Bildung betrachtet, fördert damit das Eigeninteresse und regt an, sich selbsttätig mit Inhalten auseinanderzusetzen. Es geht hierbei nicht darum, einen spezifischen kulturellen oder literarischen Kanon zu lehren, sondern neugierig zu machen auf die Möglichkeiten und Potenziale, die in unterschiedlichster Literatur und im Umgang mit Sprache verborgen liegen.

## Literaturvermittlung in den Medien
Neben Printmedien, Rundfunk und Fernsehen und den etablierten Angeboten und Veranstaltungen von Bibliotheken, Stadtbüchereien, Buchmessen und anderen Akteuren des Literaturbetriebs nehmen neue mediale Formate eine wichtige Rolle ein. Diesem Bedarf widmen sich spezielle Studienangebote im Fach Angewandte Literaturwissenschaft.
Angebote im Internet nehmen wie bei Literaturbesprechungen und Literaturrezensionen zunehmend an Bedeutung zu. Hierzu zählen zusätzliche Online-Video- und -Audioangebote von Literatursendungen in Funk und Fernsehen. Dies gilt auch für auf Literaturthemen spezialisierte Internetradios und Podcastlabel. 
In weiterem Sinne sind auch Autorenlesungen als Beitrag zur Literaturvermittlung zu sehen. Eine Variation der öffentlichen Lesung ist die Lesung im Internet. Solche werden auf der Homepage von Autoren oder Verlagen angeboten sowie von auf Literaturthemen spezialisierten Internetradios und Podcastlabel. 
Private Blogs und auf Literatur fokussierte Seiten und Gruppen in sozialen Medien ergänzen das weite Spektrum an Internet-Angeboten zur Literaturvermittlung.